# Anna Moorhouse
Anna Victoria Moorhouse (født 30. marts 1995) er en kvindelig engelsk fodboldspiller, der spiller som angriber for engelske West Ham United i FA Women's Super League.
Hun skrev i sommeren 2018, under med den engelske FA Women's Super League-klub West Ham United.